# Ottokar Brzoza
Ottokar Brzoza – niszczyciel czołgów opracowany przez polskie Konsorcjum PGZ – Ottokar, w składzie: Polska Grupa Zbrojeniowa, (lider konsorcjum), Huta Stalowa Wola, Mesko, Zakłady Mechaniczne Tarnów. Podstawowym zadaniem niszczycieli czołgów będzie niszczenie celów opancerzonych z wykorzystaniem przeciwpancernych pocisków kierowanych, w każdych warunkach atmosferycznych, zarówno w dzień jak i w nocy. Ottokar  – Brzoza, nazwany został tak na cześć polskiego dowódcy artylerii, pułkownika Ottokara Brzozy-Brzeziny. 

## Historia
Posiadany obecnie przez wojsko system niszczycieli czołgów 9P133 Malutka – P, jest systemem przestarzałym. Ich rolę pełnią stare pojazdy BRDM-2, wyposażone w wyrzutnie pocisków 9M14 Malutka.  
W 2019 roku uruchomiono program Ottokar Brzoza, który zastąpił wcześniej zamknięty program Barakuda. Do pierwszego dialogu technicznego w marcu 2019 zgłosiło się szereg firm.  
Spośród nich wybrano do rozmów pięć. Były to: PGZ S.A., OBRUM Sp. z o.o., HSW S.A., MBDA UK Ltd, oraz IMI Systems  – Elbit Systems Ltd. Dialog nie przyniósł jednak spodziewanego efektu, ponieważ już w grudniu 2019 ogłoszono drugi przetarg. Wzięły w nim udział już tylko: PGZ S.A., MBDA UK Ltd., Lockheed Martin Global Inc., Rheinmetall Defence Polska Sp. z o.o. oraz AMZ Kutno S.A. 
Po analizie ofert, w celu realizacji kontraktu powołano do życia konsorcjum PGZ Ottokar. 
Minister Obrony Narodowej podpisał, 20 lipca 2022, ramową umowę na realizację programu Ottokar – Brzoza, na nowoczesny, produkowany w Polsce niszczyciel czołgów. W 2023 wykonawca miał dostarczyć pierwsze prototypowe egzemplarze niszczycieli czołgów. 
Podczas XXXI Międzynarodowego Salonu Przemysłu Obronnego MSPO 2023 w Kielcach, w Pawilonie Polskiej Grupy Zbrojeniowej, Huta Stalowa Wola, zaprezentowała po raz pierwszy kołowy niszczyciel czołgów Ottokar – Brzoza zabudowany na podwoziu transportera Waran 4×4.
Jest to wersja niszczyciela czołgów z wyrzutnią przeciwpancernych pocisków kierowanych Brimstone. Jako pojazdu bazowego użyto odmiany podwozia typu pick-up, na której zabudowano wychylną, poprzeczną wyrzutnię, mogącą pomieścić 6 przeciwpancernych pocisków kierowanych. Załogę stanowi dwóch żołnierzy. 
Pojazd standardowo wyposażono w cyfrowe systemy łączności wewnętrznej Fonet i zewnętrznej dostarczanej przez Radmor. Całość podobnie jak większość innych systemów można wpiąć w zintegrowany system dowodzenia i kierowania ogniem ZZKO Topaz.
Osiągnięcie wstępnej gotowości operacyjnej pierwszego bateryjnego modułu ogniowego przewidywane jest najpóźniej w 2025. W pierwszej kolejności pierwsze niszczyciele czołgów mają trafić do 14 Suwalskiego Pułku Artylerii Przeciwpancernej im. Marszałka Józefa Piłsudskiego.
W skład bateryjnych modułów ogniowych, poza pojazdami niszczycieli czołgów na bazie Warana wejdzie szereg innych pojazdów, takich jak: wozy dowodzenia i rozpoznawcze (także na bazie Warana), oraz amunicyjne, ewakuacji medycznej, oraz warsztatowe na bazie ciężarówek wojskowych Jelcz. Przewidywane ukompletowanie bateryjnego modułu ogniowego obejmować będzie: 8 niszczycieli czołgów, 1 wóz dowodzenia dowódcy baterii i 2 wozy dowodzenia dowódców plutonów, 2 wozy amunicyjne, 2 artyleryjskie wozy rozpoznawcze, 2 wozy ewakuacji medycznej, 1 uniwersalny mobilny kontenerowy warsztat remontu podwozi oraz 1 uniwersalny mobilny kontenerowy warsztat uzbrojenia i elektroniki.

## Uzbrojenie

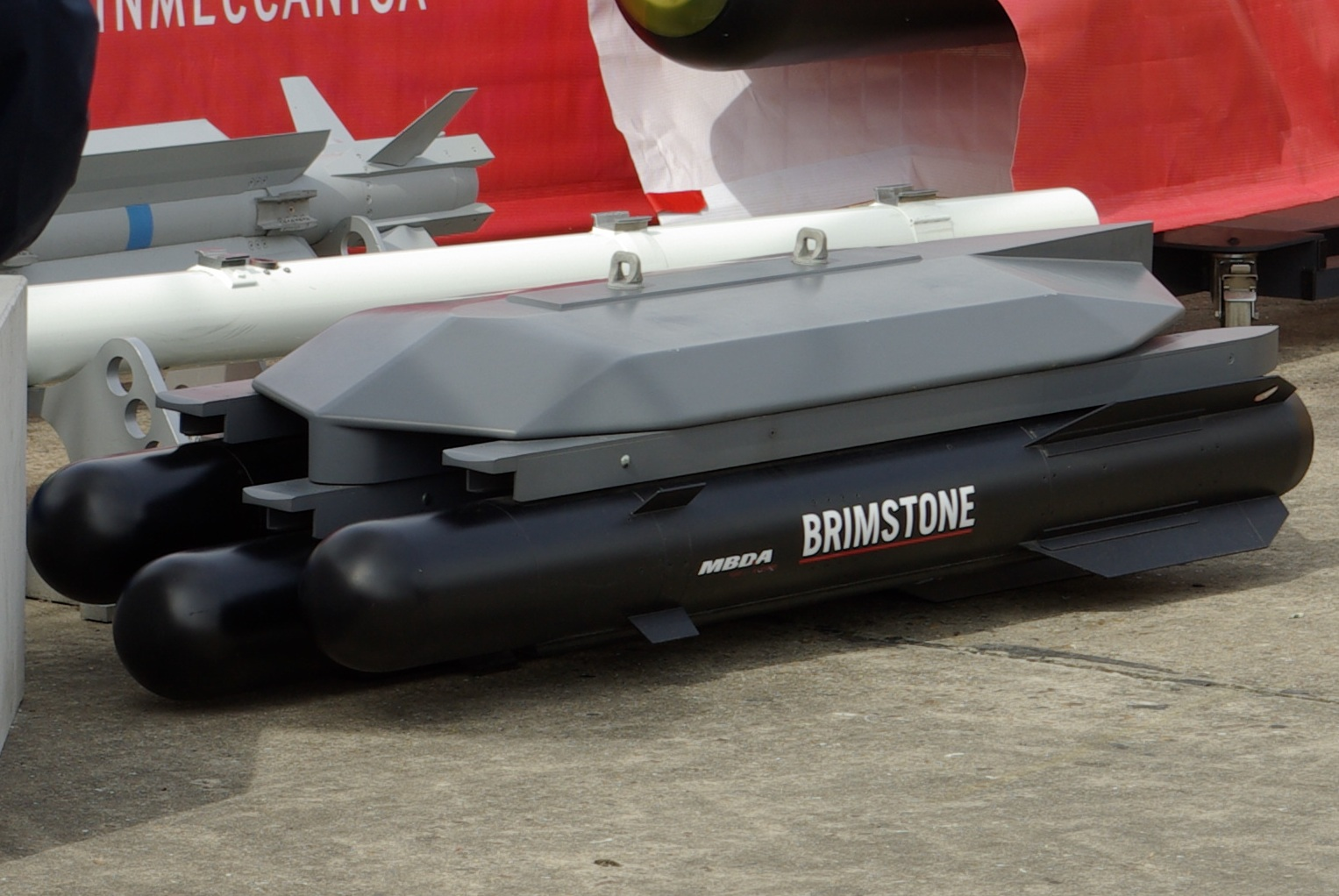
Pocisk Brimstone

Uniwersalny pocisk przeciwpancerny, Brimstone (pocisk rakietowy).  
Ważną cechą Brimstone’a, jest jego sposób naprowadzania na cel – obok naprowadzania laserem, pocisk jest wyposażony we własny radar, dzięki któremu może aktywnie poszukiwać celu. Radar jest aktywowany już podczas lotu pocisku, po jego wystrzeleniu – dzięki temu emisje fal radarowych nie zdradzają położenia wyrzutni. 
Konstrukcja pocisków, pozwala na wystrzelenie ich np. zza osłony wzgórz czy lasu, bez bezpośredniej widoczności celu i z odległości większej niż zasięg ognia czołgowych armat. oraz możliwość strzelania salwami – wystrzelenia w ciągu kilku sekund wszystkich pocisków. 
Mogą być wystrzeliwany nad własnymi jednostkami i pojazdami – pocisk jest w stanie rozpoznawać rodzaj celu, odróżniać np. autobusy od czołgów i naprowadzać się na określone pojazdy nieprzyjaciela. Atak może następować automatycznie, albo po zatwierdzeniu przez operatora. Pocisk waży 49 kg i ma zasięg ok. 12 km, jednak trwają prace nad kolejną wersją o znacznie wydłużonym zasięgu.